# Nanette Kaula
Nanette Kaula (1812-1876), era a filha judia do agente de corte e chefe da comunidade judaica em Munique, Jacob Raphael Kaula. Em 1838, ela se casou com um banqueiro de Hamburgo, Salomon Heine (sobrinho de Heinrich Heine), cuja empresa recebeu uma licença imobiliária em Munique. Ela morreu sem filhos em 1876.
Ela foi retratada por Joseph Karl Stieler em 1829, quando Nanette tinha 17 anos. O quadro foi feito para o Rei Luís I da Baviera, de quem Stieler foi o pintor da célebre galeria da beleza, com trinta e seis retratos das mais belas mulheres que foram encontradas, entre as quais figuraram princesas e burguesas, aristocratas e plebeias, mas cuja beleza física superava todas as demais. Atualmente este quadro encontra-se exposto no Palácio Nymphenburg. Nanette está vestida com uma roupa simples, como "a bela judia". Ela usa um vestido de veludo roxo e preto, adornado apenas com a flecha dourada em seu cabelo e broche.